# Quand bébé s'en mêle
Pour plus de détails, voir Fiche technique et Distribution.
Quand bébé s'en mêle ou Un sourire comme le tien au Québec (A Smile Like Yours), est un film américain réalisé par Keith Samples (en) et sorti en 1997.

## Synopsis
Danny et Jennifer Robertson, un couple trentenaire, essaient, en vain, de faire un enfant. Ils effectuent des examens médicaux et apprennent que Danny serait stérile. Ils vont aller de déconvenues en surprises lorsque, dans le même laps de temps, Danny apprend que Jennifer connaissait son infertilité depuis longtemps et qu’une nouvelle venue se prend de passion pour lui… 

## Fiche technique
- Titre français : Quand bébé s'en mêle
- Titre québécois : Un sourire comme le tien
- Titre original : A Smile Like Yours
- Réalisation : Keith Samples (en)
- Scénario : Kevin Meyer, Keith Samples
- Production : Tony Amatullo et David Kirkpatrick
- Photo : Richard Bowen
- Musique : William Ross
- Direction de la photographie : Richard Bowen
- Décors : Garreth Stover
- Costumes : Jill M. Ohanneson
- Montage : Wayne Wahrman
- Pays de production :  États-Unis
- Langue de tournage : anglais
- Année de tournage : 1996
- Tournage extérieur : Alameda, San Francisco (Californie)
- Sociétés de production : Paramount Pictures, Rysher Entertainment
- Société de distribution : Paramount Pictures
- Format : couleur — 2.35:1 (scope) — son Dolby Digital — 35 mm
- Genre : comédie
- Durée : 98 minutes
- Date de sortie : 
  - États-Unis : 22 août 1997

## Distribution
- Greg Kinnear : Danny Robertson
- Lauren Holly : Jennifer Robertson
- Joan Cusack : Nancy Tellen
- Jay Thomas : Steve Harris
- Jill Hennessy : Lindsay Hamilton
- Christopher McDonald : Richard Halstrom
- Shirley MacLaine : Martha
- France Nuyen : Dr Chin

## Autour du film
- Razzie Awards 1997 : Lauren Holly nommée pour « le prix de la pire actrice. »